# Museu d'Història Natural de Moçambic
El Museu d'Història Natural de Moçambic (en portuguès: Museu de História Natural de Moçambique) es troba a la ciutat de Maputo, a Moçambic, fou creat en 1913, com a "Museu Provincial", va ocupar diversos locals fins a establir-se, en 1932, en l'actual edifici neo-manuelí com a "Museu Dr. Álvaro de Castro".
Amb la independència nacional passa a tenir la seva actual denominació.